# ماكسيم تانكو
ماكسيم تانكو هو لاعب كرة قدم بيلاروسي في مركز حراسة المرمى، ولد في 18 فبراير 1994 في بابرويسك في بيلاروس. لعب مع نادي بلشينا بوبرويسك.

## وصلات خارجية
- ماكسيم تانكو على موقع قاعدة بيانات كرة القدم.إي يو (الإنجليزية)
- ماكسيم تانكو على موقع Soccerway.com (الإنجليزية)